# Calydorea mexicana
Calydorea mexicana är en irisväxtart som först beskrevs av Robert Crichton Foster, och fick sitt nu gällande namn av Peter Goldblatt och James Emil Henrich. Calydorea mexicana ingår i släktet Calydorea och familjen irisväxter. Inga underarter finns listade i Catalogue of Life.